# Fernand Violle
Fernand Violle (né à Vannes le 21 octobre 1869 et décédé dans la même ville le 13 décembre 1939), est un homme politique français, membre de l'Union républicaine démocratique (URD). Il est député du Morbihan entre 1924 et 1928.

## Biographie

### Carrière politique
Avocat d'origine, Fernand Violle est d'abord élu conseiller municipal de Vannes avant de se présenter aux élections de 1924 sous l'impulsion de Victor Robic, député du Morbihan depuis 1914. Il est élu sur une liste de la fédération républicaine indépendante.
Il s'inscrit au groupe de l'union républicaine et fait partie de la commission de l'hygiène et de la commission de la législation civile et criminelle. En tant qu'avocat de profession, il s'intéresse aux questions de droit criminel et commercial.
À l'issue de son mandat et à la suite du changement de mode d'élection, il refuse de se représenter afin de ne pas se voir opposer à ses amis. Il laisse sa place à Jean-Marie Desgranges qui devient à son tour député du Morbihan.
Après son mandat, Fernand Violle redevient avocat et exerce jusqu'en 1937. Il meurt à Vannes le 13 décembre 1939 à l'âge de 70 ans.

### Mandats
- Conseiller municipal de Vannes
- XIIIe législature de la IIIe République Française (Du 11/05/1924 au 31/05/1928) : Député du Morbihan

## Sources
- « Fernand Violle », dans le Dictionnaire des parlementaires français (1889-1940), sous la direction de Jean Jolly, PUF, 1960 [détail de l’édition]